# 侴陶
侴陶（1988年3月30日—），中国女子艺术体操运动员。她在2008年北京夏季奥林匹克运动会中，参加了女子艺术体操比赛并获得团体全能银牌。